# 治粟都尉
治粟都尉（ちぞくとい）は、古代中国の漢の時代におかれた官職である。常設ではない。確認できる任用者は、紀元前206年の韓信と、紀元前110年から紀元前100年までの桑弘羊である。

## 韓信
秦が諸国の反乱で滅ぼされた後、楚の将の一人劉邦は、漢王として漢中に封じられた。そのとき部下の韓信が就いたのが治粟都尉である。韓信はこの職に不服で、逃亡をはかった。引き留められた韓信は、高祖元年（紀元前206年）4月に大将または大将軍に任命された。韓信が治粟都尉だったのはほんの数か月で、後任があったかは不明である。
治粟都尉の職務内容について教える史料はないが、軍隊の食糧調達に関わると言われる。似た名の治粟内史は秦と漢初の経済・財政の長官で、同時期に姓不明の襄が任じられていた。

## 桑弘羊
武帝時代の元封元年（紀元前110年）に、桑弘羊が治粟都尉に任命され、農業・商業・国家財政を統括する大農の長官になった。本来の制度では大農令が長官だが、それを欠員とし、一段低い地位から桑弘羊をこの要務にあてたものである。大農令は、治粟内史を改称して設けられた官職である。
桑弘羊は天漢元年（紀元前100年）に大農令を改称した大司農となった。太始元年（紀元前96年）に降格されて捜粟都尉となった。治粟都尉のときと同じく、大農を統括したと推定される。
漢の制度を記した『漢書』百官公卿表には、武帝時代の官職として捜粟都尉はあるが、治粟都尉は記されていない。桑弘羊の治粟都尉は、捜粟都尉の誤りではないかという説がある。